# Infantilisme
Infantilisme is het beleven van prettige gevoelens door zich als kind te gedragen en om dan, al of niet gedeeltelijk, als kind behandeld te worden. Fantasieën spelen vaak een grote rol. Infantilisme kan onder andere worden beleefd in de vorm van leeftijdspellen, vaak ageplay genoemd. Infantilistische verlangens en bijbehorende fantasieën blijven meestal een leven lang aanwezig.

## Inhoud en kader
Over het algemeen wordt aangenomen dat infantilisme bij mannen beduidend vaker voorkomt dan bij vrouwen. Soms is dit verlangen (ook) seksueel van aard en als zodanig wordt het wel ingedeeld bij seksueel fetisjisme. Een persoon die zich hiermee bezighoudt wordt infantilist genoemd. Het (willen) dragen (en al of niet deels gebruiken) van luiers is meestal een wezenlijk onderdeel.
In de psychologie wordt infantilisme ingedeeld bij de parafilieën en in principe als onschadelijk beschouwd. Als er echter spanningen ontstaan tussen de infantilist en de omgeving, bijvoorbeeld in de zin van een gevoel van isolement (met niemand over het onderwerp verwachten te kunnen praten), kunnen die spanningen wel leiden tot psychische klachten.
Er is overigens geen verband met pedofilie: een infantilist heeft geen seksueel verlangen naar kinderen, hij/zij wil qua beleving zelf een kind zijn. Infantilisme heeft raakvlakken met regressie, maar in tegenstelling tot regressie is infantilisme geen afweermechanisme dat zich in het onderbewuste afspeelt. Wanneer een infantilist toegeeft aan deze drang dan is dat een bewuste keuze. Wellicht heeft infantilisme nog de meeste overeenkomsten met travestie; een infantilist heeft een drang om zich voor te doen als iets wat hij in werkelijkheid niet is. Soms heeft infantilisme ook daadwerkelijk een travestie-element (zie verder onder "Combinatie met andere verlangens").

## Ontstaan
Dit verlangen heeft zijn oorsprong vaak in de vroege kindertijd: veel infantilisten verklaren zich niet te kunnen herinneren dat er ooit een periode in hun leven is geweest waarin zij dit verlangen niet hadden.
Een typische infantilist is zich bewust geworden van zijn verlangen tussen het vijfde en achtste levensjaar. In die periode vindt vaak een trigger event plaats waardoor het kind zich er ineens van bewust wordt dat het er naar verlangt een luier om te hebben. Een trigger event kan zoiets eenvoudigs zijn als het zien van een baby of peuter in een luier.
Na dit trigger event is het verlangen meestal latent aanwezig totdat de puberteit intreedt.
Tussen het tiende en veertiende levensjaar beginnen fantasieën over als klein kind behandeld worden/zich als klein kind (mogen) gedragen een steeds prominentere plek in te nemen in de gedachtewereld van het kind. Mogelijk worden fantasieën vanaf dat moment ook nagespeeld. Dit zal uiteraard mede afhankelijk zijn van al of niet door plaats en tijd geboden gelegenheden tot dergelijke rollenspellen.

## Adult baby's en diaper lovers
Infantilisten worden vaak adult baby's genoemd. Dit mede om een onderscheid te maken met zogenaamde diaper lovers.

### Adult baby's
Een infantilist wordt adult baby (AB) (of soms adult toddler) genoemd wanneer de persoon interesse heeft in rollenspellen waarin de rol van een klein kind volledig wordt aangenomen en/of daarmee samenhangende fantasieën heeft. Dit spel wordt soms leeftijdsspel of age play genoemd. Dit spel kan alleen gespeeld worden, maar wordt bij voorkeur samen met anderen gespeeld. Als met meerdere personen gespeeld wordt, kan hierbij ook een "ouder-rol" vervuld worden. Aspecten van het rollenspel zijn bijvoorbeeld: het drinken uit een zuigfles en/of tuitbeker, specifieke baby- of peuterproducten en/of ander "kindervoedsel" (pannenkoeken, appelmoes, patates frites) eten en drinken, op een speen zuigen of duimen, spelen met kinderspeelgoed en/of als baby of peuter gekleed gaan. Luiers zijn in dit geval een onderdeel van het rollenspel.
Fantasieën kunnen ook worden beleefd met behulp van zelf geschreven verhalen en/of verhalen van andere AB-infantilisten. 
Wanneer een tiener deze interesse ontwikkelt, wordt eventueel gesproken van een Teen Baby (TB).
Veel adult baby's ervaren de momenten waarop ze zich klein voelen als een periode van totale ontspanning. Het wordt dan ook vaak gezien als een reactie op of verwerking van de verantwoordelijkheden en verplichtingen die ze als volwassene hebben in het dagelijks leven.

### Diaper lovers
Een persoon die het prettig vindt om een luier te dragen, maar niet of in beperkte mate de behoefte voelt om zich bij wijze van spel als kind te gedragen, wordt diaper lover (DL) genoemd. Volgens de strikte definitie van het woord is een diaper lover geen infantilist.
De scheidslijn tussen de twee hierboven beschreven categorieën is overigens onscherp; in werkelijkheid zijn geen twee infantilisten of diaper lovers aan elkaar gelijk.

## Combinatie met andere verlangens
Infantilisme kan uiteraard gepaard gaan met andere verlangens. Zo verlangen mannelijke infantilisten er soms ook in meer of mindere mate naar om als meisje behandeld te worden. Een dergelijke infantilist wordt in de regel sissy baby genoemd.
Vaak is er een link met bdsm/bondage/sadomasochisme. Zo is er het verlangen meer of minder nadrukkelijk gedomineerd te worden door een "ouder-rol". Weliswaar kan die dominantie op een liefdevolle/verzorgende manier vorm gegeven worden.
Ook zijn veel infantilisten niet alleen op het kinderlijke georiënteerd en beleven ze ook puur als volwassen seksualiteit/intimiteit. Daarbij kunnen infantilisten polyamoreus zijn, eventueel worden met verschillende liefdescontacten verschillende gevoelens gedeeld.